# Nataša Sultanova
Nataša Natalija Sultanova, slovenska klovnesa in koreografinja ruskega rodu.
Sultanova je leta 1990 diplomirala na Državni šoli za cirkuško in gledališko umetnost v Moskvi, po diplomi pa se je zaposlila v Državnem cirkusu v Moskvi. Od leta 1992 je svobodna umetnica in od leta 1993 z Ravilom Sultanovom živi in dela v Sloveniji. Sodeluje z Mladinskim gledališčem, deluje pa tudi v drugih gledališčih in na televiziji.
Kot igralka je nastopila v filmu Circus Fantasticus v režiji Janeza Burgerja, za kar je leta 2011 prejela skupinsko nagrado zlata arena za igralske dosežke na mednarodnem filmskem festivalu v Pulju. Leta 2012 je z Ravilom Sultanovom ustvarila predstavo Luna na cesti v koprodukciji Zavoda Bufeto in Slovenskega mladinskega gledališča, za katero je prejela nagrado zlata paličica za neverbalno poetično gledališče.
Leta 2018 je skupaj z Ravilom osvojila Župančičevo nagrado.